# Paenitentiam Agere

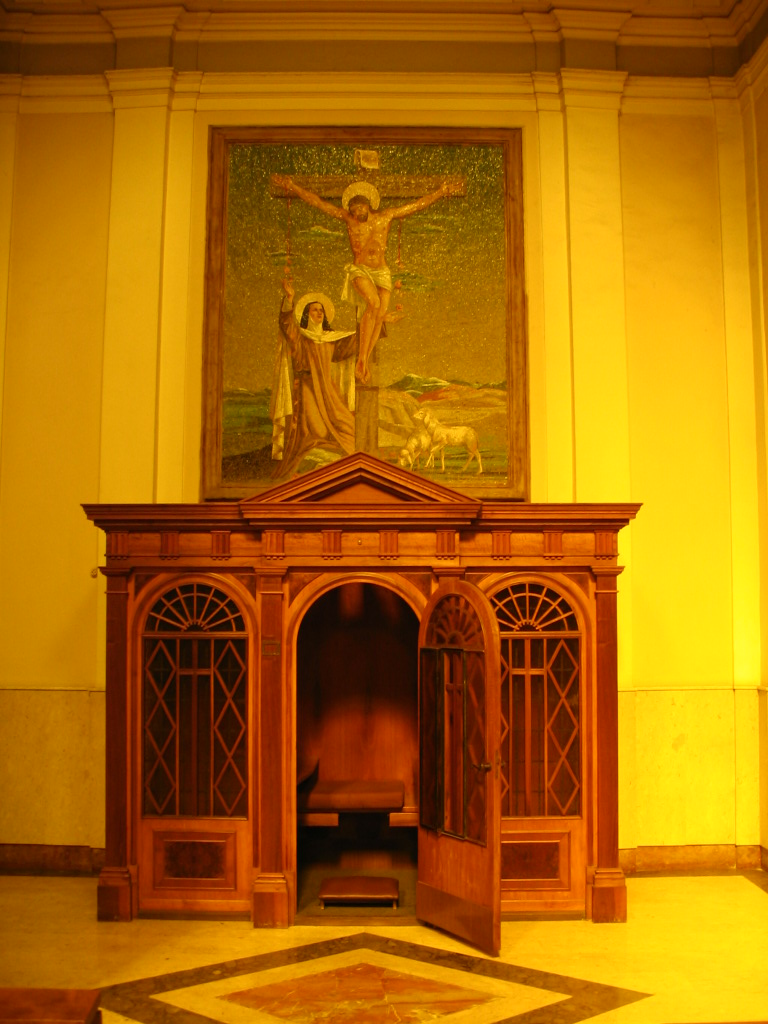
De biecht, een van de mogelijkheden tot boete doen

Paenitentiam Agere (Latijn voor Boete doen) is een encycliek van paus Johannes XIII van 1 juli 1962 met betrekking tot boetvaardigheid. Boete doen voor zonden, is een eerste stap op weg naar vergeving, aldus het begin van de encycliek, die - ook in de ondertitel - de nadruk legt op interne boete ("berouw") als externe boete ("spijtbetuiging"). Net als de meeste overige encyclieken van paus Johannes diende ook deze encycliek ter voorbereiding op het Tweede Vaticaans Concilie.
De encycliek is gericht op een mentaliteitsverandering: het oordeelsvermogen van mensen dient verscherpt te worden, opdat de boetvaardigheid wordt vergroot en mensen ertoe worden aangezet recht te zetten wat ze hebben misdaan. Berouw ziet de paus als het kijken naar ons eigen leven, zoals God naar ons kijkt. Van belang is volgens de paus niet alleen de uiterlijke boetedoening, maar ook de intern doorvoelde boete en berouw. In de slotparagrafen introduceert de paus ook de boete als spirituele voorbereiding voor het Concilie.